# Inkorporacja prawa międzynarodowego
Inkorporacja prawa międzynarodowego – włączenie norm prawa międzynarodowego do krajowego porządku prawnego (transpozycja norm, transformacja norm). Inkorporacja prawa międzynarodowego do prawa polskiego odbywa się na podstawie art. 91 ust. 1 Konstytucji RP stanowiącego, że: „ratyfikowana umowa międzynarodowa, po jej ogłoszeniu w Dzienniku Ustaw Rzeczypospolitej Polskiej, stanowi część krajowego porządku prawnego i jest bezpośrednio stosowana”.